# Primula rupestris
Primula rupestris là một loài thực vật có hoa trong họ Anh thảo. Loài này được Balf. f. & Farrer miêu tả khoa học đầu tiên năm 1918.